# Remalda
Remalda ist ein litauischer weiblicher Vorname, abgeleitet von Remald. Die männliche Form ist Remaldas. 

## Personen
- Remalda Kergytė (* 1985), Marathon- und Halbmarathonläuferin.